# 罗克菲克萨德
罗克菲克萨德（法語：Roquefixade，法語發音：[ʁɔkfiksad]）是法国阿列日省的一个市镇，属于富瓦区。

## 地理
罗克菲克萨德（42°56'7"N, 1°45'22"E）面积12.31 平方千米，位于法国奧克西塔尼大區阿列日省，该省份为法国西南部内陆省份，西部和北部与上加龙省接壤，东临奥德省，东南至东比利牛斯省接壤，南与安道尔和西班牙接壤。
与罗克菲克萨德接壤的市镇（或旧市镇、城区）包括：伊亚、莱谢尔、蒙费里耶、纳尔藏、佩雷耶、罗克福尔-莱卡斯卡德、奥尔姆新城。

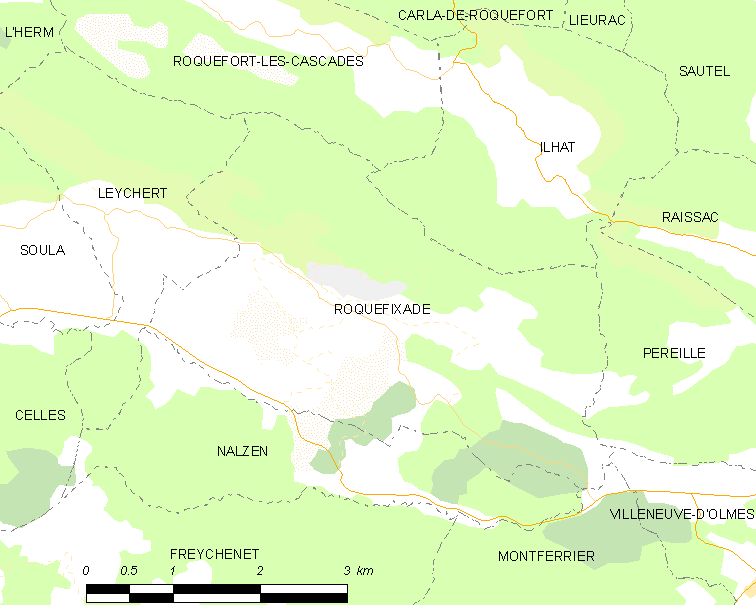
罗克菲克萨德的OSM定位图

罗克菲克萨德的时区为UTC+01:00、UTC+02:00（夏令时）。

## 行政
罗克菲克萨德的邮政编码为09300，INSEE市镇编码为09249。

## 政治
罗克菲克萨德所属的省级选区为奥尔姆地区县。

## 人口

1962-2008年间罗克菲克萨德人口变化图示

罗克菲克萨德于2022年1月1日时的人口数量为150人。